# 4869 Piotrovsky
A 4869 Piotrovsky (ideiglenes jelöléssel 1989 UE8) a Naprendszer kisbolygóövében található aszteroida. Ljudmila Ivanovna Csernih fedezte fel 1989. október 26-án.